# Lunzenau
Lunzenau (ˈlʊntsənaʊ) es una ciudad en el distrito de Sajonia Central, en Sajonia, Alemania. Está situada junto al río Zwickauer Mulde, 16 km al oeste de Mittweida, y 18 km al noroeste de Chemnitz.